# Francisco Montes de Oca y Saucedo
Francisco Montes de Oca y Saucedo (* 27. Januar 1837 in Mexiko-Stadt; † 14. März 1885 in Apan/Hidalgo) war ein mexikanischer Politiker und Militärarzt, zuletzt im Dienstgrad General Brigadier Médico Cirujano, der dem Dienstgrad Generalarzt entspricht.

## Biografie
Francisco Montes war Sohn des Offiziers Alejandro Montes de Oca, gefallen im Februar 1847 in der Schlacht von Buena Vista, und dessen Gattin Guadalupe Saucedo. Er besuchte das Colegio de San Juan de Letrán, besuchte an der Escuela Nacional de Medicina zunächst Physik- und Botanikkurse und nahm 1856 das Medizinstudium auf. Neben mehreren zivilen klinischen Verwendungen war er während der Gefechte des Reformationskriegs (1858–1861) und während der französischen Intervention (1861–1867) als Militärarzt eingesetzt. 1863 ehelichte er Lucía Durán.
Ab 1861 war er Prosektor und Leiter für Anatomiearbeiten. 1867 wurde er zum Oberstarzt befördert, leitete von 1867 bis 1876 und von 1878 bis 1885 als Direktor das Militärkrankenhaus in Mexiko-Stadt und lehrte ab 1874 als Professor für Klinische Chirurgie an der Escuela Nacional de Medicina. Er war beteiligt an der Transformation des Sanitätskorps und gründete 1880 die Escuela Práctica Médico-Militar, deren Direktor er anschließend war. 1882 erfolgte die Beförderung zum Generalarzt.
Als liberal denkender Politiker war er ab 1882 Abgeordneter und wurde 1884 Senator. Er starb an einer Lungenentzündung.